# Corinna Graf
Corinna Graf (1980) és executiva en cap del port esportiu Puerto Portals, situat a la localitat de Portals Nous. Agafà el relleu del seu pare, l'industrial alemany Klaus Graf.
El 2025 fou inclosa a la llista Forbes de les 50 dones més influents de les Balears.